# Åsta (Noorwegen)
Åsta is een plaats in de Noorse gemeente Åmot. Het ligt ongeveer 7 kilometer ten zuiden van Rena, en ligt vlak bij de Glomma-rivier.
Op 4 januari 2000 vond hier een treinongeluk plaats waarbij 19 mensen omkwamen.